# Margaret Beckett

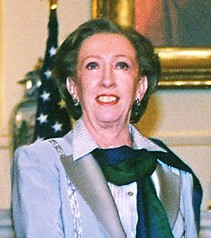
Margaret Beckett

Margaret Mary Beckett (họ thời con gái là Jackson, sinh ngày 15-1-1943) là một nữ chính trị gia thuộc Đảng Lao động Anh. Sau khi trở thành người lãnh đạo của Đảng Lao động Anh, bà đã được chỉ định vào chức vụ Ngoại trưởng dưới thời thủ tướng Anh Tony Blair vào năm 2006.

## Tiểu sử
Margaret Jackson sinh năm 1943 ở Aston-under-Lyne trong một gia đình thuộc tầng lớp lao động bình thường. Chị gái của bà là một nữ tu Thiên Chúa giáo. Thời trẻ, bà theo học ở trường Trung học nữ Notre Dame ở Norwich, sau đó học đại học tại Học viện Khoa học và Công nghệ (Institute of Science and Technology) thuộc Đại học Manchester (University of Manchester), chuyên ngành luyện kim.
Năm 1979, bà lấy chủ tịch của Đảng Lao động địa phương, Lionel "Leo" Beckett. Hai người không có con.